# Ljubow Kremljowa
Ljubow Kremljowa (russisch Любовь Кремлёва, engl. Transkription Lyubov Kremlyova; * 21. Dezember 1961) ist eine ehemalige russische Mittel- und Langstreckenläuferin.
1990 wurde sie, für die Sowjetunion antretend, Vierte über 3000 m bei den Europameisterschaften in Split. Im Jahr darauf gewann sie über dieselbe Distanz Bronze bei den Hallenweltmeisterschaften in Sevilla, und 1992 folgte eine Silbermedaille über 1500 m bei den Halleneuropameisterschaften in Genua, wo sie für das Vereinte Team startete. Ebenfalls über 1500 m wurde sie als Repräsentantin Russlands Vierte bei den Europameisterschaften 1994 in Helsinki.
Im Februar 1995 wurde sie bei einer Dopingkontrolle positiv auf anabole Steroide getestet. Sie konnte zwar kurz danach bei den Hallenweltmeisterschaften in Barcelona starten, weil die B-Probe noch nicht geöffnet worden war, und kam auf den dritten Platz, wurde aber nachträglich disqualifiziert und gesperrt, als sich das erste Testergebnis bestätigte.
Nach Ablauf ihrer Suspendierung wurde sie 1998 Dritte über 5000 m bei den Goodwill Games.

## Persönliche Bestzeiten
- 800 m: 1:58,95 min, 21. Juni 1984, Kiew
  - Halle: 2:01,54 min, 26. Januar 1995, Moskau
- 1000 m: 2:33,55 min, 2. Juli 1993, Villeneuve d’Ascq
  - Halle: 2:34,84 min, 13. Februar 1993, Liévin
- 1500 m: 3:58,71 min, 19. August 1992, Zürich
  - Halle: 4:06,62 min, 1. März 1992, Genua
- 1 Meile: 4:22,46 min, 9. Juni 1993, Rom
  - Halle: 4:29,72 min, 25. Januar 2003, New York City
- 3000 m: 8:46,94 min, 29. August 1990, Split
  - Halle: 8:51,40 min, 6. Februar 2000,	Wolgograd
- 5000 m: 15:36,58 min, 9. Juni 1998, Moskau